# Savoir à quel saint se vouer
 (février 2024).
Si vous disposez d'ouvrages ou d'articles de référence ou si vous connaissez des sites web de qualité traitant du thème abordé ici, merci de compléter l'article en donnant les références utiles à sa vérifiabilité et en les liant à la section « Notes et références ».
Savoir à quel saint se vouer, sous-titré 1 000 saints, leur histoire et leurs prières pour faire face aux difficultés de la vie, est un livre de Jacques Veissid paru en France en 1995 chez Plon, puis réédité en 2002 aux Éditions Perrin  (ISBN 9782262019129).

## Principe
Ce guide donne, pour chaque circonstance de la vie, le nom des saints chrétiens les plus à même de répondre à une prière, un résumé de leur vie, ainsi que la manière de les invoquer. Le simple exemple de la vie de ces saints est d'ailleurs souvent propre à permettre au dévot de relativiser sa situation.
Les saints sont regroupés par domaine de spécialité (alimentation, sommeil, mariage, dangers divers, etc.). À la fin de l'ouvrage, on trouve une table des invocations, un index par mots clefs et un index des saints.

## Degré de lecture
L'humour est loin d'être absent de l'ouvrage : l'invocation à sainte Sigolène, patronne des veuves, et le commentaire qui l'accompagne ne peuvent avoir été écrits au premier degré par l'auteur d'un album des Pieds Nickelés. Cependant, ce livre ne se présente pas pour autant comme une compilation narquoise, mais comme un guide sérieux, et reste respectueux des croyants et de leurs dévotions, même quand l'auteur fait preuve d'une certaine prise de distance.